# Evelyn Scott
[carece de fontes?]
Evelyn Scott, pseudônimo de Elsie Dunn, (Clarksville, 17 de janeiro de 1893 — 3 de agosto de 1963) foi uma escritora estadunidense.

## Biografia
Nasceu no Tennessee, filha única de Maude Thomas e Seely Dunn. A mãe pertencia a família respeitada e próspera e Seely Dunn, embora nascido em Nova Orleans, tinha pais ianques e uma educação nortista. Aos catorze anos, a família foi obrigada a retornar para Nova Orleans para receber apoio financeiro dos pais dele. Elsie tentou na adolescência resolver a contradição de combinar a classe social da mãe com a vida que na realidade viviam, sempre ainda à sombra da Guerra Civil, o que teria reflexos em seu desenvolvimento como escritora. Filha única, sentia-se solitária e pouco compreendida. Depois de ser a moça mais jovem a entrar na Universidade de Tulane, já aos 20 anos se sentia desencorajada pelo que achava poder significar na sociedade. Seu encontro com Frederick Creighton Wellman se deu em 1913. Mais tarde conhecido como Cyril Kay-Scott, Frederick nascera em 1879 e morreria em 1960. Casado com uma pianista famosa, ele tinha quatro filhos de outro casamento terminado em divórcio e era decano na Escola de Medicina Tropical da Universidade. Explorador, como se descrevia, antropólogo, bacteriologista, jornalista, linguista, um homem da Renascença…  Conhecera em Honduras o pai de Elsie, Seely Dunn, que os apresentou.

## No Brasil
Em 26 de dezembro de 1913, fugiram para New York, e dado o escândalo, mudaram seus nomes, adotando como pseudônimos Cyril Kay-Scott e Evelyn Scott. Partiram para Londres, instalando-se em Bloomsbury. Cyril conseguiu do Museu Britânico o encargo de coletar especimens entomologia na América do Sul, mas assim que chegaram ao Brasil, à Amazônia, descobriram quão irrealístico era tudo, estando incapacitado de usar as credenciais que lhe permitiriam realizar o trabalho, por medo de ser descoberto.
Ele foi obrigado a trabalhar até como operário, depois como contabilista num escritório das máquinas de costura Singer, onde foi promovido a auditor e superintendente, mudando-se para Natal. Ali nasceu em 26 de outubro de 1914 seu filho,  Creighton "Jigg" Scott. Em 1916 foram para Cercadinho, vale isolado a uns 500 quilômetros de Salvador, na Bahia, para se tornarem fazendeiros, e começaram a escrever tanto poesia quanto prosa. Em 1917 abandonaram o rancho e se mudaram para Vila Nova onde Cyril conseguiu emprego na empresa norte-americana ´International Ore Corporation´.

## O retorno
Em 1919 a família voltou para New York, já que Evelyn necessitava de tratamento médico. Haviam estado seis anos no Brasil. Evelyn escreveria sobre sua vida de pobreza em sua autobiografia «Escapade», publicada em 1923.
Comenta a Brasiliana, página 106: «(…) é uma escritora de considerável talento literário. Sua escrita é modernista, límpida, imagética e coloquial, em sua busca de autenticidade expressiva. Evelyn possui poderes de observação: sobretudo, tem o dom de tecer imagens fortes e poéticas que refletem sua apreensão do mundo e agonia pessoal. (…) O Brasil, para Evelyn Scott, representava a oportunidade de viver um amor clandestino com seu amante casado. Buscava a liberdade e a possibilidade de fabricar uma identidade pessoal sem o peso da família sulista e da hipocrisia social de Nova Orleans.»
E, adiante: «Em ambos os casos, a experiência brasileira foi dura mas, para Evelyn, foi devastadora. Seus primeiros anos brasileiros foram de reclusão durante a gravidez e sofrimento físico pelas sequelas de um parto mal feito. Experimentava o Brasil no impedimento, percorrendo os trilhos de acanhadas cidades nordestinas, padecendo fome no interior de sua fazenda na Bahia. Em todos os momentos, sua condição de mulher pobre a confinava ao emparedamento social. O relato de «Escapade»  oferece um retrato pungente do Brasil interiorano ainda na República Velha. Um Brasil hierarquizado entre homens e mulheres, pobres e ricos; um Brasil de paisagens extraordinárias e contatos humanos singulares. Mas esses contatos humanos gratificantes não alteravam os empecilhos à individualidade, num sistema social fortemente tradicionalista.»

## A carreira literária
Viveram dois anos em Greenwich Village e Evelyn começou a escrever em The Dial críticas sobre trabalhos de James Joyce e D. H. Lawrence. Escreveu poesia (Precipitations foi publicado em 1920). Seu romance The narrow house e o de Cyril, Blind Mice, foram publicados em 1921, com mais sucesso crítico do que comercial.
Evelyn adotou uma vida de boemia, teve numerosos amantes, entre os quais Waldo Frank e William Carlos Williams. O emprego de Cyril e suas dificuldades financeiras provocaram-lhe um desequilíbrio nervoso que terminou por reunir o casal, afastado pelas infidelidades de Evelyn.
Seguiu-se Narcissus (1922) e  The Golden Door (1925), que completou a trilogia que teve por tema seu casamento convencional, sem amor.
Nas Bermudas em 1922, Evelyn e Cyril haviam encontrado Owen Merton, pintor que terminou se mudando para sua casa, com o filho,  Thomas. Owen Merton tornou-se amante de Evelyn, sem animosidade aparente por parte do marido. Foi mesmo Owen que encorajou Cyril a começar sua nova carreira como aquarelista. Em 1923-24 viajaram pela Europa.
Em 1927 Evelyn publicou  Migrations, primeiro volume de sua trilogia cujo tema era a expansão americana rumo Oeste.
Cyril voltou para a América com Creighton em 1928, pedindo divórcio, decidido a uma carreira nova como professor de arte, para o que estabeleceu uma escola de arte em Santa Fe, New Mexico. Em 1931, abandonou a escola e foi contratado como diretor do Denver Art Museum, aposentando-se em 1934. Cyril publicou em 1943 sua autobiografia,  Life is too short.
Quanto a Evelyn, em 1929 surgiu «The Wave», sobre a Guerra Civil, seu maior sucesso de crítica e público. Em 1930 seu volume de poesias, The Winter Alone, recebeu unânimes críticas desfavoráveis. Em 1930 casou-se com o também romancista britânico John Metcalfe. Publicou em 1931 A Calendar of Sin, cujo tema foi a expansão industrial, trabalho escrito em Santa Fé e baseado na história de sua própria família.
Em Eva Gay, romance autobiográfico (1933), Evelyn escreveu sobre sua juventude e seu envolvimento com Cyril Kay Scott e com Owen Merton, de quem se separara em 1925. Em 1937 publicou outra autobiografia, Background in Tennessee, e outro romance, Bread and a Sword.
Escreveu ainda quatro livros infantis e uma peça, numerosos contos, ensaios, crítica: o romance Escape into Living e Before Cock Crow, este sobre a Revolução Francesa, ficaram sem publicar. A partir de 1941 já não mais conseguiria publicar o que escrevia pois seu estilo singular dificultava a compreensão geral pelo público.